# Psylloptera quercina
Psylloptera quercina är en insektsart som beskrevs av Ferrari 1872. Psylloptera quercina ingår i släktet Psylloptera och familjen dvärgbladlöss. Inga underarter finns listade i Catalogue of Life.